# Marais méotiens
Le marais méotien ou marais méotiens (grec ancien : ἡ Μαιῶτις λίμνη  , hē Maiōtis límnē, littéralement lac Méotien ; latin : Palus Maeotis) était un nom donné dans l'Antiquité tant aux marécages qu'à l'embouchure de la rivière Tanaïs en Scythie (l'actuel fleuve Don, dans le sud de la Russie) ainsi qu'à l'ensemble de la mer d'Azov qu'elle y forme. 
La mer était également connue sous le nom de lac Méotien (grec ancien : ἡ Μαιῶτις λίμνη, hē Maiōtis límnē ; latin : Lacus Maeotis) entre autres toponymes. 
Les peuples qui vivaient alentours étaient connus sous le nom de Méotiens, bien que l'on ne sache pas formellement si le nom des lieux provient du nom de la peuplade ou si c'est le peuple qui a pris le nom de la région.
Les Ixomates étaient une tribu des Maeotes. Au sud des Méotes, à l'est de la Crimée se trouvaient les Sindes, leurs terres connues sous le nom  Scythe de Sindi.
Les marais servaient à freiner la migration vers l'ouest des peuples nomades venus des steppes d'Asie centrale. Les Iazyges, une tribu sarmate, ont été entendus pour la première fois sur la Méotis, où ils faisaient partie des alliés de Mithridate II de Parthie.
L'Historia Augusta du IVe siècle, peu fiable, affirme que l'empereur romain Marcus Claudius Tacitus a remporté une victoire sur les Alains près des marais au cours de son bref règne en 275 et 276.